# 弗洛薩赫河
48°12′36″N 10°26′31″E / 48.21000°N 10.44194°E

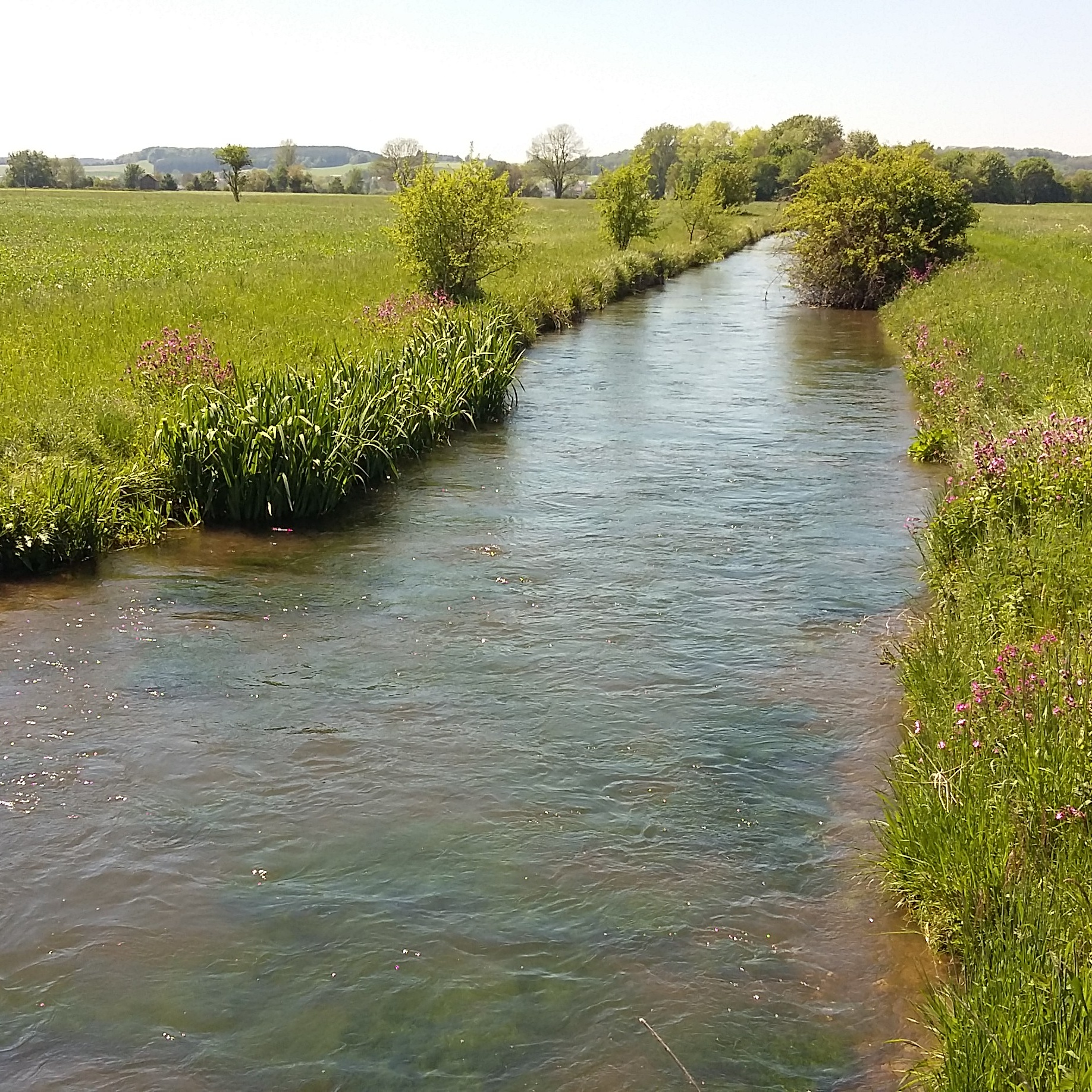

弗洛薩赫河是德國的河流，位於該國東南部，由巴伐利亞負責管轄，屬於多瑙河的右支流，河道全長20.5公里，發源自蒂克海姆西北面。